# Stenolophus schwarzi
Stenolophus schwarzi är en skalbaggsart som beskrevs av Hayward. Stenolophus schwarzi ingår i släktet Stenolophus och familjen jordlöpare. Inga underarter finns listade i Catalogue of Life.